# گمینا رودنا
گمینا رودنا (به لهستانی:  Gmina Rudna) یک گمینا در لهستان است که در شهرستان لوبین واقع شده‌است. گمینا رودنا ۲۱۶٫۶ کیلومتر مربع مساحت و ۷٬۱۵۱ نفر جمعیت دارد.